# Paracotalpa granicollis
Paracotalpa granicollis är en skalbaggsart som beskrevs av Samuel Stehman Haldeman 1852. Paracotalpa granicollis ingår i släktet Paracotalpa och familjen Rutelidae. Inga underarter finns listade i Catalogue of Life.

## Bildgalleri

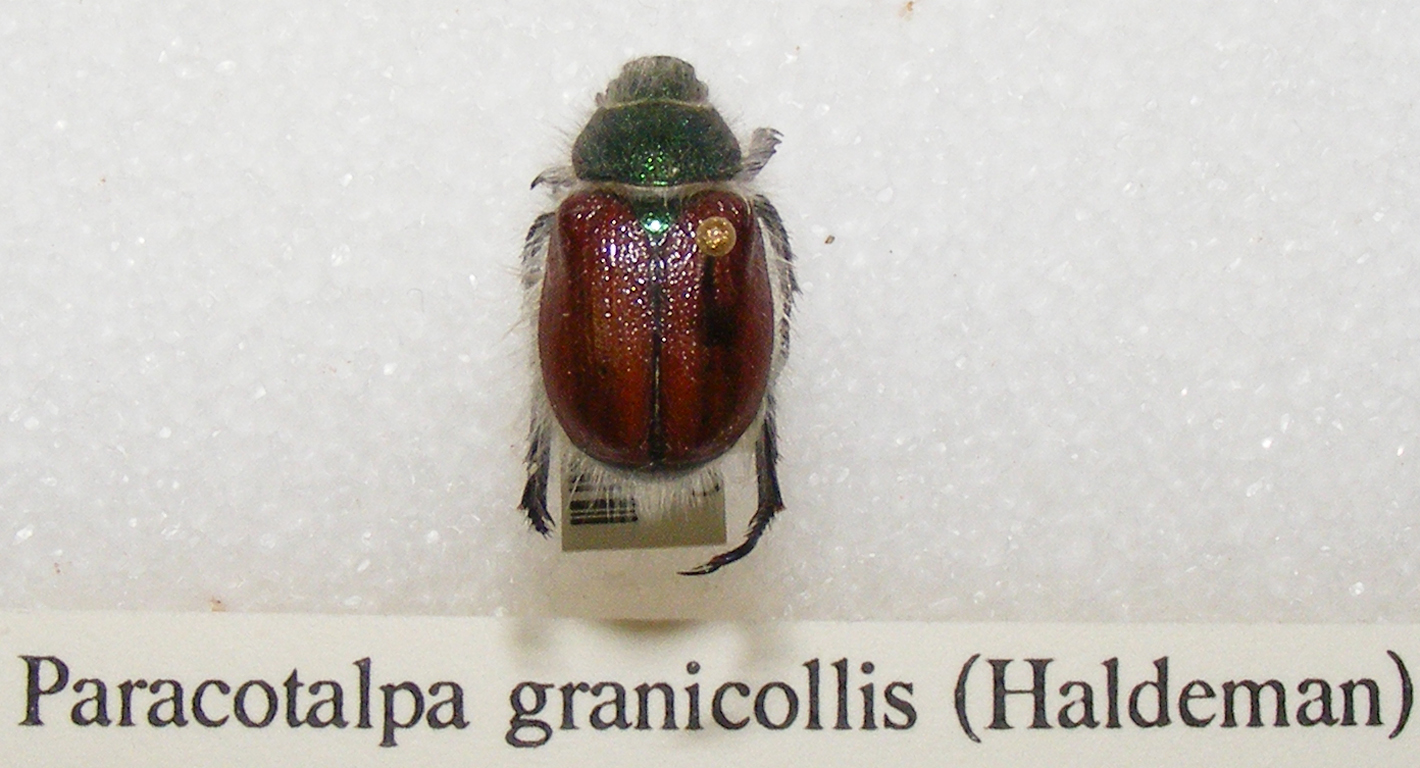
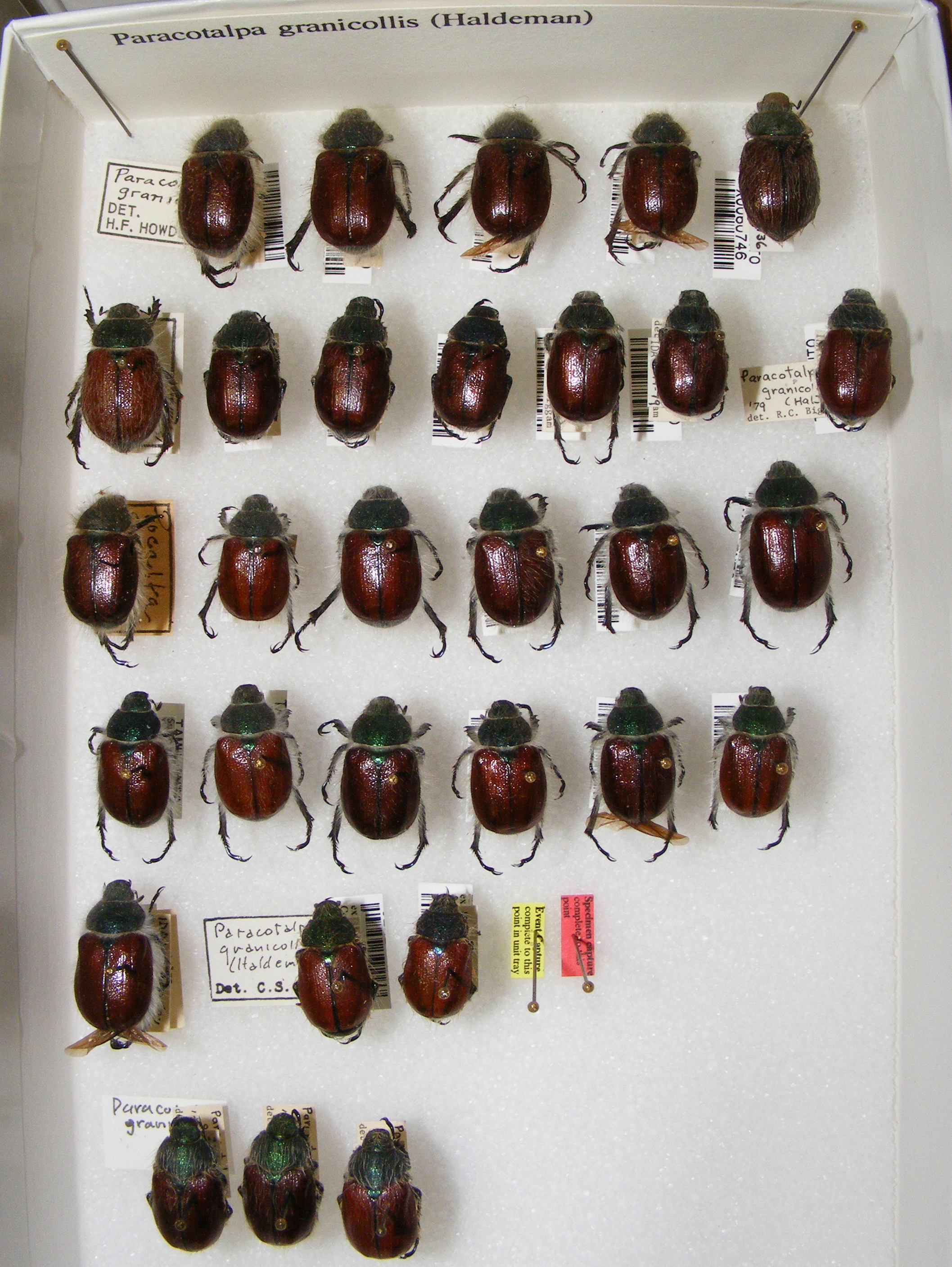